# Sándor Katona
Sándor Katona (en húngaro: Farkas János; Budapest, Hungría,21 de febrero de 1943 - Budapest, 16 de mayo de 2009) fue un futbolista húngaro que se desempeñaba como extremo izquierdo.

## Biografía
Sándor Katona jugó en el Budapest Honvéd de 1961 a 1966. Con su equipo, ganó la Copa de Hungría de 1964. 
En 1967, Katona fichó por el Ferencváros TC. Allí, ganó las Ligas de 1967 y 1968. En competiciones europeas, jugó un total de 4 partidos sin marcar ningún gol en la Copa de Europa, 8 partidos por un gol marcado en Recopa de Europa y 11 partidos por 2 goles marcados en Copa de Ferias.. De hecho, jugó el partido de ida de la Copa de Ferias de 1967-68, en la que el Ferencvaros perdió la final ante el Leeds United. 
Colgó las botas en 1971.

## Selección nacional
Fue internacional con la selección de fútbol de Hungría y campeón de los Juegos Olímpicos en 1964. Disputó cinco partidos en esta competición, incluyendo la final contra Checoslovaquia..

### Participaciones en Juegos Olímpicos
| Olimpiada             | Sede  | Resultado | Partidos | Goles |
| --------------------- | ----- | --------- | -------- | ----- |
| JJ. OO. de Tokio 1964 | Japón | Campeón   | 5        | 0     |

## Clubes
| Equipo          | País    | Año       |
| --------------- | ------- | --------- |
| Budapest Honvéd | Hungría | 1961-1966 |
| → Ferencváros   | Hungría | 1967-1971 |

## Palmarés

### Campeonatos nacionales
| Título              | Equipo          | País    | Año  |
| ------------------- | --------------- | ------- | ---- |
| Nemzeti Bajnokság I | Ferencváros     | Hungría | 1967 |
| Nemzeti Bajnokság I | Ferencváros     | Hungría | 1968 |
| Copa de Hungría     | Budapest Honvéd | Hungría | 1964 |

### Copas internacionales
| Título           | Equipo  | Sede  | Año  |
| ---------------- | ------- | ----- | ---- |
| Juegos Olímpicos | Hungría | Tokio | 1964 |